# 親引け
親引け（おやびけ）とは、株券等の募集または売出しの際に引受けを行った証券会社が当該株券等の発行会社が予め指定した者に当該株券等を売り付ける行為のことである。親引けは原則として禁止されている。

## 親引けの歴史
1960年代後半、増資の在り方を既存株主に対して実施する額面発行増資から広く投資家に公募する時価発行増資に変更させていくことが経済界で検討されていた。これに対して1967年、機関投資家である生保業界や銀行業界の業界団体である生命保険協会や全国銀行協会から、制度変更を行うのであれば機関投資家に対して募集・売出しにかかる株券等を優先的に割り当てることを求める意見書が公表された。この意見書に対し、野村證券、大和証券、日興證券及び山一證券の大手証券4社の引受部門の担当者で構成された引受部長会では、時価発行増資に関する引受けのあり方について検討を行った上で、1972年12月、証券界の自主調整ルールを作成し、上記機関投資家の要望を踏まえた株主優先募入方式を導入のうえで、既存株主が優先的に配分を受けられるような業界慣行として親引けを認めることとする一方で、親引けの数量については配分数量全体の50%以内に収めることとした。
その後、1970年代中盤以降、増資の方式が額面発行増資ではなく時価発行増資が主流となっていくなかで、前述の株主優先募入に代わり、発行会社が引受証券会社に予め配分先を指定する行為が頻繁に行われることとなった。これは、前者が既存株主全員に優先的な割当を受ける権利が生じるのに対し、後者は発行会社に指定された者にしか優先的な配分がなされないこととなり、機関投資家が優先的に配分を受けやすい形となった。一方で、この間、証券業界側では、投資家等が「親引けは、発行者の選んだ特定の株主・投資家にディスカウントによる利益を享受させる不当な行為と受け止め」ていることを踏まえ、配分数量全体に占める親引け可能な数量の割合を段階的に引き下げていた。
1980年代には、公募増資は時価と比較して大幅なディスカウント価格での割当が行われているという実態から、「増資は儲かるもの」という考えが投資家の間で一般的なものとなった。そのような中で1982年11月、大蔵省の証券取引審議会では、時価発行増資の在り方や引受証券会社の役割について、引受審査、価格設定、安定操作、割当及び増資後のモニタリングなどの観点から議論がなされた。その中で「公募株は人気商品として証券会社の営業目的に使われることが多く、一般の個人投資家にとっては、その取得が容易ではない。」あるいは「公募株の相当部分が発行企業の売り先指定等により、金融機関や取引先法人などに募集。販売されており、個人株主増大の努力が必ずしも十分に行われていない。」とする指摘がなされた。さらに、親引けについて、証券会社が引受けを行い公募増資が行われる銘柄は株価が上昇する傾向が広く見られていたことが、特定の株主や投資家に利益を享受させる結果を産んでいたという実態について、投資家などからも強い批判が寄せられていた。これら指摘などを踏まえた証券業界では、1983年2月、各証券会社の引受部長で構成される引受部長会を開催し、「時価発行増資に関する考え方」を取りまとめ、親引けを原則禁止することとした。この時、合わせて金融機関を含む法人への配分比率も30%以下とすることとし、これを業界の自主ルールとした。
このような歴史を踏まえ原則禁止とされた親引けではあったが、以下の要件を満たす場合は親引けが許容された。
1. 連結関係又は持分法適用関係にある支配株主がその関係を維持するために必要な場合[4][5]。
2. 企業グループ全体での持株比率を維持するために必要な場合[4][5]。
3. 業務提携関係にある株主がその持株比率を維持するため又は業務提携関係を形成しようとする者が一定の株式を保有するために必要な場合[4][5]。
4. 持株会等を対象とする場合[4][5]。
5. 発行会社の役員、従業員等にストックオプションの目的で新株予約権を配分する場合[4][5]。

1989年、官庁御用納めに当たる12月26日、当時の証券取引法上は必ずしも違法とは言い切れなかったとされる「にぎり」「とばし」と呼ばれる証券会社による大口顧客等への損失補填や利益供与の問題を受けて、証券会社が自己判断で運用する「営業特金」の解消を主眼に、大蔵省証券局が蔵相通達「証券会社の営業姿勢の適正化及び証券事故の未然防止について」を証券業界の業界団体である日本証券業協会会長に対して発出する。この中で、「公募株等については、従業員持株会等を対象とする場合を除き、発行会社が指定する販売先への売付け（いわゆる親引け）は行わないなど、公正を旨とした販売を行うこと。」（原文ママ）が求められる。
1992年7月、親引けの原則禁止をうたっていた「時価発行増資に関する考え方」が廃止された。これを受け、親引け規制は日本証券業協会が新たに作成した有価証券の引受けに関する規則に受け継がれた。その後、2003年10月には、親引けと同様の効果を持つ並行第三者割当の実施に関しても親引け規制の趣旨を尊重するよう証券会社が発行会社に要請する規定を新設する等され、規制はより強化された。
2012年1月、「親引けが例外的に許容される要件を個別具体的に列挙するのではなく、引受証券会社が適正と判断する場合については親引けを例外的に許容するという、より柔軟な規制に改めるべき」という意見が、募集株券等の配分に係る規制のあり方に関する検討分科会にて示された。これを踏まえ、親引けに関する規制を持つ日本証券業協会では、有価証券の引受けに関する規則などを改正し、親引けは原則禁止されているという規制の趣旨の尊重、割当先によるロックアップの確約を得ること及び親引け先の選定理由等について適切な開示を行うことなどを条件としながらも、親引けの可否については引受証券会社の判断に委ねるよう規制がなされている。

## 親引けが原則禁止される理由
親引けには株主構成の安定化が図られるなどのメリットが有る。その一方で以下の点で親引けには問題点があるとされている。
1. 個人投資家に対する当該株券等の割当枚数が減少する[3][4][8]。
2. 発行者による株主や支配権の所在の恣意的な選択が発生しうる[3][4]。
3. 株式持合いを助長する[3][4][8]。
4. 親引けを行う場合の当該株券等の価格が、時価より安い公募価格で決定される場合が多く、特定の者に対する利益供与（贈収賄など）に用いられうる[3][4][8][17]。

このようなデメリットが大きく、また、証券会社には株券の配分を行う場合、公正を旨とし、合理的な理由なく特定の投資家に偏らないように努める必要があると考えられる事から親引けは原則として禁止されている<。

## 親引けが例外的に許容される場合
上記の通り、親引けは原則禁止とされているが以下の場合など、引受証券会社が適切と判断した場合に限っては親引けの実施が例外的に許容されている。
1. 連結関係又は持分法適用関係にある支配株主がその関係を維持するために必要な場合[4][5]。
2. 企業グループ全体での持株比率を維持するために必要な場合[4][5]。
3. 業務提携関係にある株主がその持株比率を維持するため又は業務提携関係を形成しようとする者が一定の株式を保有するために必要な場合[4][5]。
4. 持株会等を対象とする場合[4][5]。
5. 発行会社の役員、従業員等にストックオプションの目的で新株予約権を配分する場合[4][5]。

## 親引けと届出前勧誘
日本の金融商品取引法の法規制下においては、いわゆるガン・ジャンピング規制により届出前勧誘は禁止されている。しかしながら、実際には発行開示にかかる有価証券届出書の提出前に、親引け先になる可能性がある資本提携先などの潜在的投資者を発見する行為が実務上一般的に行われている。これは届出前勧誘に該当する可能性があるとされるものの、理論的に法令に照らして問題ない行為か否か整理はなされていない状況である。

## 脚註